# Tristano Tinarelli
Tristano Tinarelli (né le 21 avril 1933 à Baricella (Émilie-Romagne) et mort le 16 avril 2009 à Bologne (Émilie-Romagne), est un coureur cycliste italien, professionnel de 1958 à 1961. 

## Palmarès
- 1958
  - Giro del Frignano
  - 3e du Trophée Cervallati

## Résultats sur les grands tours

### Tour d'Italie
2 participations
- 1959 : abandon
- 1960 : 31e

### Tour d'Espagne
1 participation
- 1961 : abandon (9e étape)